# El Paraíso (El Paraíso)
El Paraíso es un municipio del departamento de El Paraíso en la República de Honduras.

## Toponimia
Su nombre evoca el lugar bíblico donde se originó la creación.

## Límites
| Orientación | Límite                              |
| ----------- | ----------------------------------- |
| Norte       | Municipio de San Matías, El Paraíso |
| Norte       | Municipio de Danlí, El Paraíso      |
| Sur         | República de Nicaragua              |
| Este        | Municipio de Danlí, El Paraíso      |
| Oeste       | Municipio de Alauca, El Paraíso     |
| Oeste       | Municipio de San Matías, El Paraíso |

## Historia
En 1889, en la División Política Territorial de 1889 era un municipio del Círculo de Danlí.
En 1930 (1 de febrero), se eleva a la categoría de Villa.
En 1959 (15 de mayo), se le dio categoría de ciudad.

## División Política
Aldeas: 13 (2013)
Caseríos: 140 (2013)
| Código | Aldea                    |
| ------ | ------------------------ |
| 070401 | El Paraíso               |
| 070402 | Cuyalí                   |
| 070403 | Dificultades             |
| 070404 | Granadillos              |
| 070405 | La Unión                 |
| 070406 | Las Cañas                |
| 070407 | Las Flores               |
| 070408 | Las Manos                |
| 070409 | Las Selvas               |
| 070410 | Los Terrones             |
| 070411 | Los Volcanes             |
| 070412 | San Antonio de Conchagua |
| 070413 | Santa Cruz               |